# Кивчей (деревня)
Кивчей — деревня в Старошайговском районе Мордовии в составе Новофёдоровского сельского поселения.

## География
Находится на расстоянии примерно 22 километра по прямой на северо-северо-запад от районного центра села Старое Шайгово.

## История
Основана в начале XX века переселенцами из села Новая Александровка. В 1931 году учтено 182 двора.

## Население
Постоянное население составляло 11 человек (русские 100 %) в 2002 году, 10 в 2010 году.